# Timothée Pirigisha Mukombe
Timothée Pirigisha Mukombe, né le 30 avril 1920 à Walungu et mort le 10 février 2004 à Kasongo, est un évêque catholique congolais, évêque de Kasongo de 1967 à sa démission le 30 avril 1990.

## Biographie

### Vie de Timothée
Il a été ordonné prêtre le 11 novembre 1953 pour le diocèse de Kasongo. Nommé évêque de Kasongo le 29 septembre 1966 par le Pape VI, il a été consacré le 5 mars 1967 et c'est le 10 février 2004, il traverse vers son Dieu.
Un modèle de Spiritualité, a Combattantu pour la Paix et Unité de l'église étant Aumônier militaire dans son parcours Sacerdotale, Épiscopale.